# Nesticella utuensis
Nesticella utuensis är en spindelart som först beskrevs av Bourne 1980.  Nesticella utuensis ingår i släktet Nesticella och familjen grottspindlar. Inga underarter finns listade i Catalogue of Life.